# Jarogniew Wojciechowski

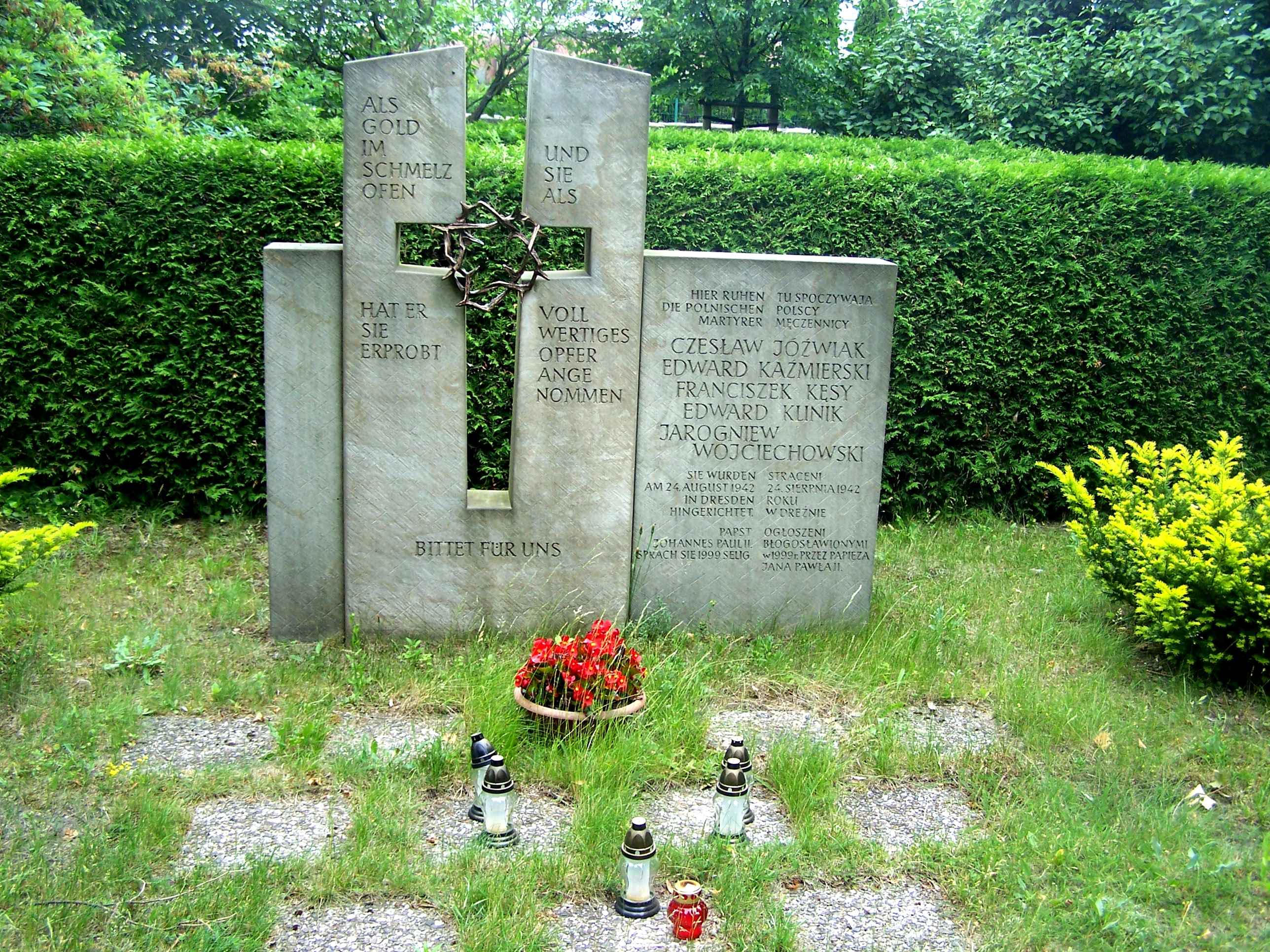
Gedenkstätte auf dem Neuen Katholischen Friedhof in Dresden

Jarogniew Wojciechowski (* 5. November 1922 in Posen; † 24. August 1942 in Dresden) war ein polnischer Jugendlicher und Schüler der Salesianer Don Boscos. Er wurde während der deutschen Besatzung Polens von der NS-Justiz zum Tode verurteilt und 1942 mit anderen jungen Polen hingerichtet. Er wird von der römisch-katholischen Kirche als polnischer Märtyrer verehrt und wurde von Papst Johannes Paul II. seliggesprochen.

## Leben
Infolge der Alkoholsucht seines Vaters verließ Jarogniew seine Familie, wechselte die Schule und lebte bei seiner älteren Schwester. Er fand Unterstützung im Oratorium der Salesianer Don Boscos in  Poznań, einer kirchlichen Betreuungseinrichtung für Jungen. Dort schloss er sich dem Freundeskreis der zwei bis drei Jahre älteren Gruppenleiter Czesław Jóźwiak, Edward Kaźmierski, Franciszek Kęsy und Edward Klinik an, die sich regelmäßig trafen. Der deutsche Überfall auf Polen und die Eingliederung Posens in das Deutsche Reich bedeuteten einen tiefen Einschnitt im Leben der Jungen. Sie wurden am 23./24. September 1940 wegen angeblicher politischer Betätigung verhaftet und zunächst im berüchtigten Fort VII in Posen festgehalten. Nach verschiedenen weiteren Stationen in Gefängnissen und Straflagern wurde Jarogniew im Mai 1942 nach Zwickau gebracht und am 31. Juli 1942 gemeinsam mit den vier älteren Freunden wegen angeblicher Vorbereitung zum Hochverrat vom Oberlandesgericht Posen auf der Grundlage der Polenstrafrechtsverordnung zum Tode verurteilt. Das Urteil wurde am 24. August 1942 in der Dresdner Richtstätte am Münchner Platz vollstreckt. Der Gefängnisseelsorger Pater Franz Bänsch OMI begleitete die aus insgesamt acht jungen Polen bestehende Gruppe der Verurteilten seelsorglich bis an das Schafott. Sie gehören zu den Opfern der mit äußerster Härte betriebenen Germanisierungspolitik des nationalsozialistischen Deutschlands im sogenannten Warthegau, die sich nicht selten gerade auch gegen kirchliche Gruppen und Intellektuelle wandte.

## Gedenken
Der Ort der Hinrichtung in Dresden wurde in der DDR zu einer Gedenkstätte des antifaschistischen Widerstands. Wegen ihres kirchlichen Hintergrunds wurden die Namen der fünf Freunde aus dem Posener Oratorium dort aber nicht genannt. „Die Fünf“, wie man sie in Polen nennt, wurden am 13. Juni 1999 durch den polnischen Papst Johannes Paul II. gemeinsam mit 103 anderen polnischen Märtyrern des deutschen Besatzungsregimes seliggesprochen. Im gleichen Jahr wurde das Grab auf dem Neuen Katholischen Friedhof in Dresden wiederentdeckt; ein Denkmal der Katholischen Pfarrgemeinde St. Paulus in Dresden-Plauen erinnert dort heute unter anderem auch an Wojciechowski. Der Gedenktag ist der 24. August, im Eigenkalender der Salesianer auch der 12. Juni. Ebenfalls am 12. Juni wird der sechs seligen Märtyrer vom Münchner Platz in Dresden gedacht, zu denen neben den fünf Jungen noch der acht Monate später an gleicher Stelle hingerichtete polnische Ordensbruder Grzegorz Frąckowiak SVD gerechnet wird. Nach diesen sechs NS-Opfern wurde eine am 1. Juni 2020 im Bistum Dresden-Meißen neu gebildete römisch-katholische Pfarrgemeinde benannt.